# رفیق صابر
رِفیق صابر (به کردی: ره‌فیق سابیر) (به انگلیسی: Refiq Sabir) (زاده ۱۹۵۰ در قلعه‌دیزه) از شُعرای صاحب سبک و نوپرداز کرد است. وی دارای مدرک کارشناسی ادبیات از دانشگاه بغداد و دکترای فلسفه از دانشگاه صوفیه بلغارستان است. سروده‌های صابر به زبان کردی هستند و اشعار او به بیشتر زبان‌های جهان برگردان شده‌اند.

## زندگی
رفیق صابر در سال ۱۹۵۰ در شهر قلعه‌دیزه از شهرهای استان سلیمانیه کردستان عراق دیده به جهان گشود. تحصیلات ابتدایی را در قلعه‌دیزه و سلیمانیه پی گرفت. در پی مبارزات رهایی بخش مردم عراق علیه حکومت مرکزی، خیلی زود به مبارزین پیوست. رفیق صابر در سال ۱۹۷۰ در پی توافقی بین دولت عراق و مبارزین کرد و آرامش نسبی برقرار شده، برای ادامه تحصیل وارد دانشکده ادبیات دانشگاه بغداد شد و در سال ۱۹۷۴ کارشناسی ادبیات کردی دریافت کرد. در سال ۱۹۷۸ برای ادامه تحصیل کردستان را به مقصد بلغارستان ترک و در صوفیا، پایتخت بلغارستان زندگی کرد. پس از کمتر از یک سال، دوباره به عراق بازگشت و به مبارزین پیوست. رفیق صابر در سال ۱۹۸۲ برای بار دوم به بلغارستان رفت و در آکادمی علوم اجتماعی، بخش فلسفه تحصیلاتش را پی گرفت و در ۱۹۸۷ دکترای فلسفه را دریافت کرد. پس از آن بنا به شرایط کاری و فعالیت سیاسی مدتها در گرجستان، افغانستان، و سوریه زیست. رفیق صابر در تابستان ۱۹۸۹ به کشور سوئد رفته و در آنجا ماندگار شد. پس از سقوط رژیم صدام در ۲۰۰۳، اواخر سال ۲۰۰۵ به کردستان عراق بازگشت و به عنوان نماینده مردم وارد مجلس کردستان عراق شد. رفیق صابر اکنون در سلیمانیه «مرکز کوردولوژی» را اداره می‌کند.

## برگردان به دیگر زبان‌ها
اشعار و آثار رفیق صابر به زبان کُردی بوده و به بیشتر زبان‌های جهان، از جمله عربی، فارسی، تُرکی، انگلیسی، فرانسوی، ایتالیایی، سوئدی، نروژی، دانمارکی، ایسلندی و فنلاندی برگردان شده‌اند.

## ستایش دیگران از صابر
شاعر و ناقد سوئدی بو گوستافسون در مورد مجموعه وه‌رزی سه‌هۆڵبه‌ندان می‌گوید: «شعر فصل یخبندان، یکی از بزرگترین اشعار معاصر است، که نه تنها حکایت از روحیه درونیِ «منِ» درون شعر است، بلکه نمایانگرِ غربت و جنگ و جدالِ عصر ماست. این شعر را می‌توان با شعر سرزمین بی‌حاصل تی.اس. الیوت برآورد کرد».
نقاش «سیسل ستانگنیس» می‌گوید: «پس از خواندنِ اشعارِ وه‌رزی سه‌هۆڵبه‌ندان، دیوان را کناری نهاده و با الهام از آن‌ها مشغولِ نقّاشی می‌شدم. پس از این کار برایم ثایت شد که شعر و نقش چه اندازه به هم مرتبط و برهم تأثیرگذارند».
ریکارد هولمی می‌گوید: «اگر عشق را بتوان در کنار آزادی، در جوار یکسانی و برادری نظاره کرد، آن هنگام چهاچوبِ گوهر سروده‌های رفیق صابر را می‌توان متصوّر ساخت. رفیق صابر اشتیاقی همیشگی را به دوش می‌کشد، حسرتی متجاوز از نیروی انسان، تا به صاعقه بپیوندد، اشتیاقِ بازگشت به سرآغازی نو. اشعارِ رفیق انتظاری فراوان از خواننده دارند؛ برداشتنِ هر گام نادرستی نتایجی نادرست در پی خواهد داشت».

## جوایز
از جوایز رفیق صابر می‌توان به جایزه Klas De Vylder سوئد در سال ۲۰۰۲ اشاره کرد؛ این جایزه دو سال یک‌بار به نویسنده یا شاعری خارجی اهدا می‌شود. کمیته اهداء جایزه Klas De Vylder در این مورد اعلام داشت: رفیق صابر در اشعارش واقعیّت غربت و تبعید را به سرزمینی شاعرانه بدل کرده‌است.
همچنین در سلیمانیه جایزه «بلَه» که به نام شاعر و نویسنده فقید کرد ابراهیم احمد است به وی اهدا شد.

## نمونه شعر
اتفاقی نیست که نور با گردبادِ ماسه در سماع است
که خاک رازِ خود را برای تن‌های تشنه فاش میکند
که ترس سالاری خود را بر توان و اندیشه تحمیل میکند
اتفاقی نیست
که ما هم امشب رنگِ بیابان به خود گرفته ایم
اینک همه همچو همیم
هم درد و هم سرنوشتیم.

## آثار

### مجموعه شعر
1. 'پشکۆکان ده‌گه‌شێنه‌وه ۱۹۷۶ (به فارسی: اخگرها زبانه می‌کشند)
2. رێژنه ۱۹۷۹ (به فارسی: رگبار باران)
3. سووتان له‌به‌ر باراندا ۱۹۸۵ (به فارسی: سوختن زیر باران)
4. وه‌رزی سه‌هۆڵبه‌ندان ۱۹۸۷ (به فارسی: فصل یخبندان)
5. لاوکی ههڵه‌بجه ۱۹۸۹(به فارسی: مرثیه حلبچه)
6. کاروانسه‌را ۱۹۹۰ (به فارسی: کاروانسرا)
7. وه‌رزه به‌ردینه ۱۹۹۲(به فارسی: فصل سنگی)
8. ئاوێنه و سێبه‌ر ۱۹۹۶ (به فارسی: آینه و سایه)
9. ژوانی رووناکی ۱۹۹۷ (به فارسی: میعادگاه نور)
10. روون بوونه‌وه ۲۰۰۱ (به فارسی: روشن شدن)
11. راز و گومان ۲۰۰۶ (به فارسی: راز و گمان/ مجموعه کل اشعار در ۲ جلد)

### آثار دیگر
1. کولتوور و ناسیۆنالیزم ۲۰۰۸ (به فارسی: فرهنگ و ناسیونالیسم)
2. روانین له بوولێڵدا ۲۰۱۵ (به فارسی: نگریستن در غروب/ مجموعه گفتگوها)

### برگردان شده‌ها به فارسی
- چشمانت چشمهٔ رنگهاست؛ گزیده اشعار، برگردان: رضا کریم مجاور، نشر مرکز ۱۳۸۸